# 갈라테이아

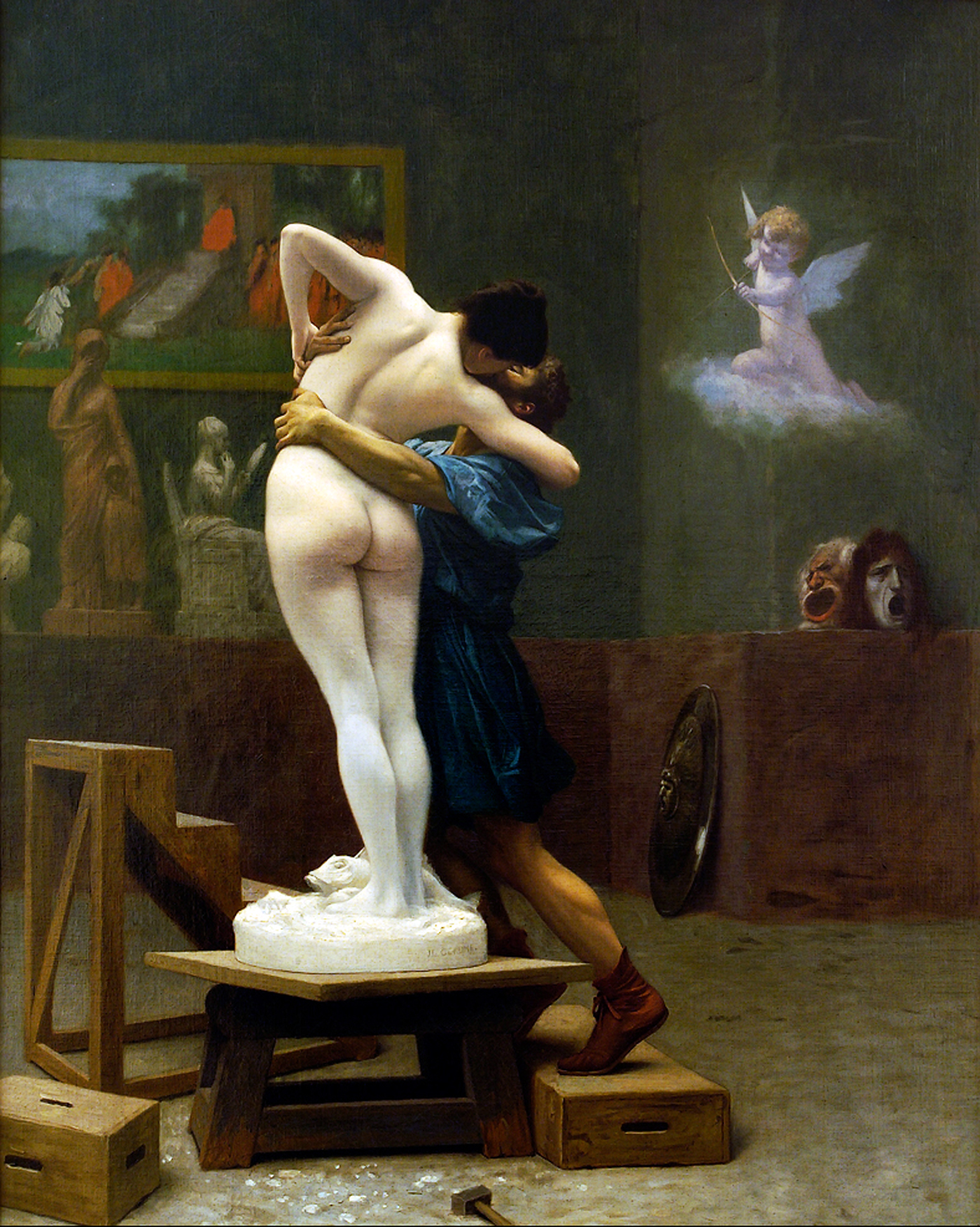

갈라테이아는 '하얀 여인'이란 뜻으로 그리스 신화에 나오는 네레이스 중 하나이다. 그녀는 목축의 신 판의 아들인 아키스를 사랑하였다. 아키스와 갈라테이아는 서로 사랑했다. 그러나, 포세이돈의 아들들인 외눈박이 사이클롭스 중 하나인 폴리페모스가 눈이 이상해지기 전에, 그녀를 사랑했다고 한다. 그러나 갈라테이아는 오직 아키스만 사랑하였다. 폴리페모스는 어느 날, 아키스와 갈라테이아가 사귀는 것을 보고, 난폭해진 폴리페모스는 아키스를 밟아 죽였다. 거기에서 피가 많이 나왔으며, 갈라테이아는 아키스의 피를 강으로 만들어 '아키스 강'이라고 하였다.
갈라테이아의 이름으로 또 하나의 여인이 있는데, 한 때는 조각상이었던 퓌그말리온의 아내도 갈라테이아이다. 퓌그말리온이 자신의 생각대로 상아로 아름다운 여자 조각상을 만들었는데, 그 조각상이 너무나 아름다워서 퓌그말리온이 그녀에게 반해 키프로스 섬에서 미(美)와 애(愛)의 여신 아프로디테에게 조각상을 사람으로 만들어 자신의 아내가 되도록 해달라고 매일 빌었다. 아프로디테는 어느 날 그의 소원을 들어주어 조각상을 사람으로 만들었다. 퓌그말리온은 그녀의 이름을 '갈라테이아'라고 하고, 자신이 만들었지만 너무나 아름다운 그 여자와 결혼하게 된다.

## 같이 보기
- 갈라테아 (위성)